# Großer Kanin
Großer Kanin (italienisch: Monte Canin, slowenisch: Visoki Kanin) ist der Name eines 2587 m hohen Gipfels nordwestlich von Bovec auf der Grenze zwischen Italien und Slowenien.
Der Gipfel ist der höchste und namensgebende Gipfel der Kanin-Gruppe. Er markiert die Grenze zwischen der Gemeinde Bovec in der slowenischen Region Primorska und den Gemeinden Chiusaforte und Resia in der italienischen Region Friaul-Julisch Venetien.

## Lage
Der Große Kanin liegt an der Kreuzung dreier Gebirgskämme, die sich nach Süden, Osten und Nordwesten.
Der einfachste Zugang erfolgt von italienischer Seite über den Nevej-Sattel/Pass (Sella Nevea) und von slowenischer Seite über Bovec oder von der Endstation der ATC Kanin-Gondelbahn.
Vom Gipfelkreuz hat man bei klarem Wetter Sicht bis zur Adria.
In der Nähe liegt die zweittiefste Höhle Sloweniens, Renetovo brezno (auch Renejevo brezno), die das Wasser rund um Visoke Kanin zur Quelle des Bok ableitet.